# Cerebratulus angusticeps
Cerebratulus angusticeps är en djurart som tillhör fylumet slemmaskar, och som beskrevs av Ambrosius Arnold Willem Hubrecht 1887. Cerebratulus angusticeps ingår i släktet fläsknemertiner, och familjen Cerebratulidae.
Artens utbredningsområde är havet kring Nya Zeeland. Inga underarter finns listade i Catalogue of Life.